# Justus von Lyon

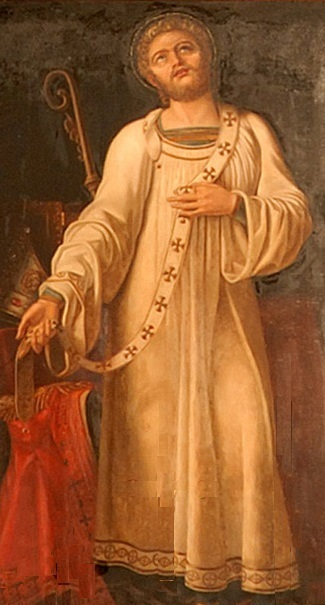
Der hl. Justus legt seine Bischofsinsignien ab, um als Eremit nach Ägypten zu gehen; Altarbild in der Kirche Saint-Just in Lyon (19. Jahrhundert)

Justus von Lyon (* in der Landschaft Vivarais; † um 390 in Ägypten), französisch Saint Just, war Bischof von Lyon in der zweiten Hälfte des 4. Jahrhunderts. Er wird als Heiliger verehrt. Die Martyrologien kennen Gedenktage für ihn am 4. August, 2. September, 14. und 21. Oktober.

## Leben und Legende
Justus war Diakon in Vienne und nach 350 Bischof von Lyon. Als solcher nahm er an den Synoden von Valence (374) und Aquileia (381) teil. Danach legte er sein Bischofsamt nieder und ging zusammen mit dem Lektor Viator als Einsiedler in die ägyptische Wüste in der Landschaft Thebais. Dort starben beide. Sein Leichnam wurde nach Lyon gebracht und in der Kirche der Makkabäer beigesetzt, die später seinen Namen erhielt. Wie Justus wird auch Viator als Heiliger verehrt.
Aus einem Briefwechsel mit Ambrosius von Mailand ist zu entnehmen, dass Justus durch seine Abwehr der ersten in Westeuropa auftretenden Arianer bekannt wurde.
Die hagiografische Tradition begründet Justus’ Amtsverzicht mit einem Zwischenfall in Lyon. Ein geistig verwirrter Amokläufer habe in der Bischofskirche Asyl gesucht. Die aufgebrachte Volksmenge habe gedroht, die Kirche anzuzünden. Bischof Justus habe den Leuten das Versprechen abgenommen, den Beschuldigten vor ein ordentliches Gericht zu stellen, und ihnen den Mann ausgeliefert. Darauf sei der Mann auf der Stelle gelyncht worden.
Eine kritische Analyse der zum Teil widersprüchlichen Quellenangaben lässt vermuten, dass Justus die Makkabäerkirche selbst als Grablege für sich und seine Nachfolger hatte erbauen lassen und dass er, nach einigen Jahren in Ägypten, lebend in seine Bischofsstadt zurückkehrte, um dort zu sterben.